# Прямое попадание (фильм, 1994)
«Прямое попадание» — американский художественный фильм 1994 года в жанре боевика с Уильямом Форсайтом в главной роли.

## Сюжет
Хэтч — ветеран секретного агентства, наёмный убийца со стажем. Он решил наконец уйти на покой, и организация даёт ему последнее важное задание — найти и уничтожить женщину, шантажирующую высокопоставленного чиновника, опасающегося раскрытия своих сексуальных связей. Проникнув в дом к жертве, Хэтч неожиданно видит в объятиях жертвы маленькую дочь, которую та защищает даже во сне, и у Хэтча возникают сомнения в виновности этой женщины.

## В ролях
- Уильям Форсайт — Хэтч
- Джо Чампа — Саванна
- Ричард Нортон — Роджерс
- Джон Апреа — Терри Дэниэлс
- Джордж Сигал — Джеймс Тронсон
- Джульет Ландау — Шелли
- Стив Гарви — репортер
- Мел Новак — Ковар
- Дэвид Сент-Джеймс — техник